# Euphaedra (Euphaedrana) themis
Euphaedra (Euphaedrana) themis es una especie de  Lepidoptera, de la familia Nymphalidae,  subfamilia Limenitidinae, tribu Adoliadini, pertenece al género Euphaedra, subgénero (Euphaedrana).

## Localización
Esta especie de Lepidoptera, se encuentra distribuida en Sierra Leona y Nigeria (África). 